# Уряд Чаду
Уряд Чаду — вищий орган виконавчої влади Чаду.

## Голова уряду
- Прем'єр-міністр — Альберт Пахімі Падаке (англ. Albert Pahimi Padacke).
- Заступник прем'єр-міністра у справах місцевої демократії — Адум Нгуемессу (англ. Adoum Nguemessou).

## Кабінет міністрів
Склад чинного уряду подано станом на 16 серпня 2016 року.
| Логотип | Міністерство                                                                     | Міністр                                             | Фото | Час на посаді | Час на посаді | Партія | Партія | Вебсайт |
| ------- | -------------------------------------------------------------------------------- | --------------------------------------------------- | ---- | ------------- | ------------- | ------ | ------ | ------- |
|         | Міністерство води і санітарії                                                    | Сідік Абделькерім Хаггар (Sidick Abdelkerim Haggar) |      |               |               |        |        |         |
|         | Міністерство громадських служб, праці та зайнятості                              | Абделкерім Сейд Буше (Abdelkerim Seid Bauche)       |      |               |               |        |        |         |
|         | Міністерство громадської безпеки та імміграції                                   | Ахмат Махамат Башир (Ahmat Mahamat Bachir)          |      |               |               |        |        |         |
|         | Міністерство гірничої промисловості та геології                                  | Гомдігве Байді Ломей (Gomdigue Baidi Lomey)         |      |               |               |        |        |         |
|         | Міністерство екології і рибного господарства                                     | Брах Махамат (Brah Mahamat)                         |      |               |               |        |        |         |
|         | Міністерство економіки і планування розвитку                                     | Меріам Махамат Нур (Mariam Mahamat Nour)            |      |               |               |        |        |         |
|         | Міністерство зв'язку                                                             | Маделін Алінгве (Madeleine Alingue)                 |      |               |               |        |        |         |
|         | Міністерство закордонних справ, африканської інтеграції та міжнародної співпраці | Мусса Факі Махамат (Moussa Faki Mahamat)            |      |               |               |        |        |         |
|         | Міністерство інфраструктури й транспорту                                         | Адум Юнусмі (Adoum Younousmi)                       |      |               |               |        |        |         |
|         | Міністерство молоді та спорту                                                    | Бетель Міаром (Betel Miarom)                        |      |               |               |        |        |         |
|         | Міністерство нафти, енергетики і сприяння відновлювальної енергетики             | Бешир Мадет (Bechir Madet)                          |      |               |               |        |        |         |
|         | Міністерство освіти                                                              | Ахмат Махамат Асіл (Ahmat Mahamat Acyl)             |      |               |               |        |        |         |
|         | Міністерство охорони здоров'я                                                    | Ханссан Нгуедум (Hanssane Ngueadoum)                |      |               |               |        |        |         |
|         | Міністерство пошти, новітніх технологій та інформації                            | Махамат Аллаху Тахер (Mahamat Allahou Taher)        |      |               |               |        |        |         |
|         | Міністерство продовольства, іригації та сільськогосподарського знаряддя          | Ассейд Гамар Сілек (Asseid Gamar Sileck)            |      |               |               |        |        |         |
|         | Міністерство розвитку промисловості та сприяння приватному сектору               | Махамат Гамід Куа (Mahamat Hamid Koua)              |      |               |               |        |        |         |
|         | Міністерство розвитку територій, міського планування і житла                     | Худейнгар Давід (Houdeingar David)                  |      |               |               |        |        |         |
|         | Міністерство сприяння розвитку ремісництва                                       | Ахмат Хіссейн Мугуні (Ahmat Hissein Mougouni)       |      |               |               |        |        |         |
|         | Міністерство тваринництва                                                        | Абдерахім Юнус (Abderahim Younous)                  |      |               |               |        |        |         |
|         | Міністерство територіального управління і місцевого самоврядування               | Башар Алі (Bachar Ali)                              |      |               |               |        |        |         |
|         | Міністерство туризму, культури і мистецтв                                        | Юссуф Абассалах (Youssouf Abassalah)                |      |               |               |        |        |         |
|         | Міністерство у справах жінок, сім'ї та національної єдності                      | Нгармбатна Кармель Су IV (Ngarmbatna Carmel Sou IV) |      |               |               |        |        |         |
|         | Міністерство фінансів                                                            | Мбого Нгабо Селі (Mbogo Ngabo Seli)                 |      |               |               |        |        |         |
|         | Міністерство цивільної авіації та національної метеорології                      | Хауа Асіл (Haoua Acyl)                              |      |               |               |        |        |         |
|         | Міністерство юстиції та прав людини                                              | Гамід Махамат Дахалоб (Hamid Mahamat Dahalob)       |      |               |               |        |        |         |

### Державні секретарі
| Логотип | Державний секретаріат                                                           | Державний секретар                                     | Фото | Час на посаді | Час на посаді | Партія | Партія | Вебсайт |
| ------- | ------------------------------------------------------------------------------- | ------------------------------------------------------ | ---- | ------------- | ------------- | ------ | ------ | ------- |
|         | Генеральний секретар уряду                                                      | Хауа Утман Джаме (Haoua Outhman Djame)                 |      |               |               |        |        |         |
|         | Генеральний секретар уряду в справах реформ і відносин з державними органами    | Абдулає Сабре Фадул (Abdoulaye Sabre Fadoul)           |      |               |               |        |        |         |
|         | Державний секретар сільського господарства                                      | Махамат Ахмат Салех (Mahamat Ahmat Saleh)              |      |               |               |        |        |         |
|         | Державний секретар економіки і планування розвитку                              | Сінг-Ябе Барнабас (Sing-Yabe Barnabas)                 |      |               |               |        |        |         |
|         | Державний секретар фінансів і бюджету                                           | Хабіба Сахулба (Habiba Sahoulba)                       |      |               |               |        |        |         |
|         | Державний секретар закордонних справ                                            | Єлізабет Каде (Elisabeth Kade)                         |      |               |               |        |        |         |
|         | Державний секретар вищої освіти, досліджень та інновацій                        | Хіссейн Массар Хіссейн (Hissein Massar Hisseine)       |      |               |               |        |        |         |
|         | Державний секретар інфраструктури                                               | Баната Чалет Соу (Banata Tchalet Sow)                  |      |               |               |        |        |         |
|         | Державний секретар освіти і сприяння громадянам                                 | Хассан Ахмат Патча (Hassan Ahmat Patcha)               |      |               |               |        |        |         |
|         | Державний секретар продовольства, іригації та сільськогосподарського обладнання | Ашейх Ахмат Фарісс Кребе (Acheickh Ahmat Fariss Krebe) |      |               |               |        |        |         |
|         | Державний секретар охорони здоров'я                                             | Дерсу Кадбансу (Dersou Kadbansou)                      |      |               |               |        |        |         |
|         | Державний секретар територіального управління та місцевого самоврядування       | Абубакар Джибріль (Aboubakar Djibrile)                 |      |               |               |        |        |         |